# 十八条村
十八条村（じゅうはちじょうむら）は、かつて岐阜県本巣郡に存在した村である。
現在の瑞穂市十八条に該当する。
村名は条里制での美濃国十八条に由来するという。

## 歴史
- 江戸時代は天領であった。
- 1889年（明治22年）7月1日 - 町村制により十八条村が発足。
- 1897年（明治30年）4月1日 - 重里村、美江寺村、十七条村と合併し、船木村となる。同日十八条村は廃止。